# Glenn Dods
Glenn Dods   (Whanganui, 17 de novembre de 1958) és un exfutbolista neozelandès de la dècada de 1970.
Fou internacional amb la selecció de futbol de Nova Zelanda amb la qual participà a la Copa del Món de futbol de 1982.
Pel que fa a clubs, destacà a Adelaide City.